# 姜家山乡
姜家山乡，是中国浙江省衢州市柯城区所辖的一个乡。

## 下辖行政区
下辖：
姜家山村、翁梅村、后姜村、柴家村、三山村、毛峰村、西池塘头村、陈坊村、郑云村、姜兴村、大塘头村、前昏村、前徐村、八角窑村、黄塘桥村、吴家村和富周塘村。